# Hong Yun-suk
Hong Yun-suk (en hangeul : 홍윤숙), née le 19 août 1925 à Chongju dans le Pyongan du Nord et morte le 12 octobre 2015, est une poétesse sud-coréenne,. 

## Biographie
Bien que née dans le nord de la Corée, Hong Yun-suk a vécu la plupart de sa vie à Séoul. Diplômée de l'école des femmes Dongduk et de l'école des enseignantes de Séoul (경성 여자 사범 학교, 1944), elle a travaillé comme professeure pendant quelques années avant de commencer ses études au département d'éducation de l'université nationale de Séoul. Elle fut membre active du Club de Théâtre du département et y a tenu le rôle de première secrétaire. Ces activités lui ont permis de goûter à la scène mais aussi à l'écriture de pièces de théâtre. En raison du déclenchement de la guerre de Corée, elle est contrainte d'arrêter ses études. Elle a été présidente des groupes littéraires « Hangug-yeoryu-munhaginhoe » et « Hangugsi-in hyeop-hoe ». Ses fondations littéraires et politiques ont été établies au cours de l'après-guerre en Corée. En 1975, elle remporte le Prix de l'Association des poètes coréens et en 1995 le Prix Gongcho pour 낙법 (Faire des roulades).
Tout au long de sa vie, elle a travaillé à la fois comme enseignante, comme journaliste, et comme chargée de cours à l'université des femmes Sangmyung.

## Œuvre
Hong Yun-Suk a publié son premier poème Automne (Ga-eul) dans la revue littéraire Munye Sinbo en 1947. Dans le même laps de temps, sa pièce de théâtre a été sélectionné dans le prestigieux concours du printemps littéraire organisé par le journal Chosun Ilbo. Une grande partie de ses travaux antérieurs à cette période a été perdue en raison de la guerre de Corée. Son premier recueil, Poèmes de Yeosa (Yeosasijip) a été publié en 1962. Elle a ensuite publié 17 recueils de poèmes ainsi que de nombreux recueils d'essais et pièces de théâtre. Elle a reçu de nombreux prix littéraires et fut membre de l'Académie Nationale des Arts. 
Selon le spécialiste de la poésie coréenne, le frère Antoine (traducteur de la littérature coréenne en anglais), « Sa vision de la vie est profondément affectée par la souffrance apportée par la guerre de Corée et par la division durable des deux Corée. Son univers poétique est souvent sombre et enclins au pessimisme. Peut-être le fait qu'elle ne soit pas en mesure de visiter sa région natale dans le Nord contribue à expliquer les nombreuses images de voyages interminables qui jalonnent son travail. Les thèmes de la solitude individuelle et de la vacuité de la vie moderne sont exprimés dans de nombreux poèmes. Quand elle aborde davantage des thèmes généraux, le désir de la réunification de la Corée domine alors ses préoccupations ».